# جغرافيا إيطاليا

خريطة طبوغرافية لإيطاليا

خريطة جزر إيطاليا

تتواجد إيطاليا في غربأ أوروبا و تضم شبه الجزيرة الإيطالية الطويلة على شكل حذاء، والجانب الجنوبي من جبال الألب، والسهل الكبير بوادي بو وبعض الجزر بما في ذلك صقلية وسردينيا. كورسيكا، يخطئ البعض أحياناً بأن كورسيكا جزيرة إيطالية ولكنها في الحقيقة جزء من فرنسا منذ عام 1769. تبلغ مساحة البلاد 301,230 كم2 (116,310 ميل مربع) منها 294,020 كم2 يابسة و 7,210 كم2 مياه.

تصنيف مناخ كوبن أنواع إيطاليا

على الرغم من أنها جزء من المنطقة الجغرافية الإيطالية، كانت تدار من قبل فرنسا منذ القرن الثامن عشر. إيطاليا جزء من نصف الكرة الشمالي. تقع اثنتان من جزر البلاجي (لامبيدوزا ولامبيون) في القارة الأفريقية.
مساحتها الإجمالية 301,340 كيلومتر مربع (116,350 ميل2)، منها 294,140 كيلومتر مربع (113,570 ميل2). تقع بين خطي عرض 35 درجة و47 درجة شمالاً وخطي طول 6 درجات و19 درجة شرقاً.
حدود إيطاليا مع سويسرا ( 698 كيلومتر (434 ميل) )، فرنسا ( 476 كيلومتر (296 ميل) )، النمسا ( 404 كيلومتر (251 ميل) ) وسلوفينيا ( 218 كيلومتر (135 ميل) ). سان مارينو ( 37 كيلومتر (23 ميل) ) ومدينة الفاتيكان ( 3.4 كيلومتر (2.1 ميل) ) هي جيوب. إجمالي طول الحد هو 1,836.4 كيلومتر (1,141.1 ميل).
بما في ذلك الجزر، إيطاليا لديها خط ساحلي يبلغ 7,600 كيلومتر (4,700 ميل) على البحر الأدرياتيكي والبحر الأيوني والبحر التيراني والبحر الليغوري وبحر سردينيا ومضيق صقلية.

## الجبال والسهول

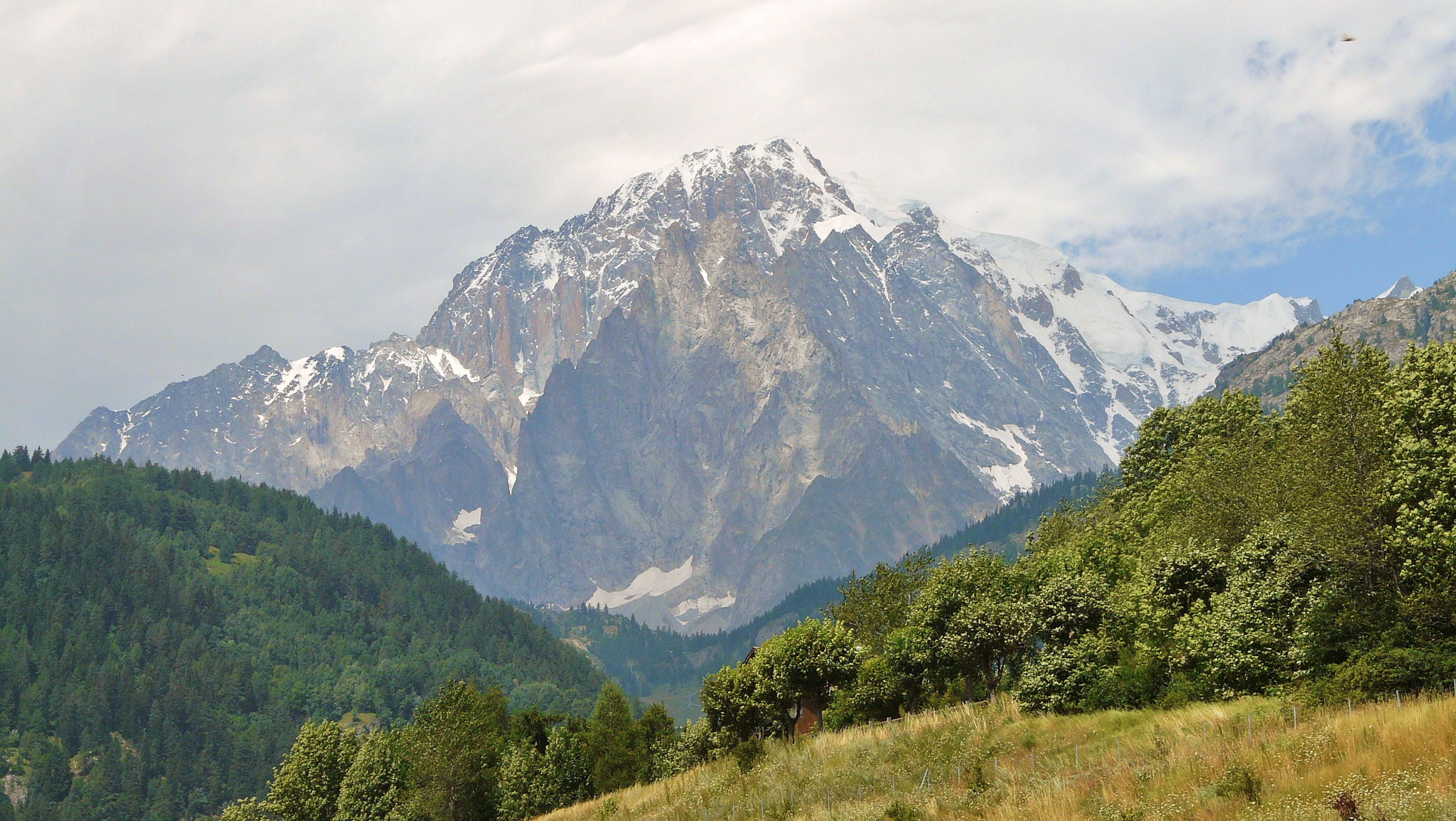
مونت بلانك شوهد من وادي أوستا.

ما يقرب من 40٪ من الأراضي الإيطالية جبلية،  مع جبال الألب باعتبارها الحدود الشمالية وتشكل جبال الأبينين العمود الفقري لشبه الجزيرة وتمتد إلى 1,350 كيلومتر (840 ميل). بين الاثنين يوجد سهل كبير في وادي بو، أكبر نهر في إيطاليا، والذي يتدفق 652 كيلومتر (405 ميل) شرقا من جبال الألب الكوتية إلى البحر الأدرياتيكي. يعد وادي بو أكبر سهل في إيطاليا، حيث يبلغ عدد 46,000 كيلومتر مربع (18,000 ميل2)، وتمثل أكثر من 70 ٪ من إجمالي مساحة السهل في البلاد.
ترتبط سلسلة جبال الألب بجبال الأبينيني مع ممر كولي دي كاديبونا في جبال الألب الليغورية.
الجبال المشهورة عالميًا في إيطاليا هي مونت سيرفينو ( ماترهورن ) ومونتي روزا وغران باراديسو في جبال الألب الغربية وبيرنينا وستلفيو والدولوميت على طول الجانب الشرقي من جبال الألب. أعلى قمة في إيطاليا هي مونت بلانك، حيث يبلغ 4,810 متر (15,780 ft) فوق مستوى سطح البحر.

### البراكين
العديد من عناصر الأراضي الإيطالية من أصل بركاني. معظم الجزر الصغيرة والأرخبيل في الجنوب، مثل جوذرد و بانوسة وإسكيا والجزر الإيولية وأوستيكا وبانتليريا هي جزر بركانية. هناك أيضًا براكين نشطة: إتنا، في صقلية، أكبر بركان نشط في أوروبا؛ فولكانو، سترومبولي، وفيزوف، بالقرب من نابولي، البركان النشط الوحيد في البر الرئيسي لأوروبا.

## الأنهار والبحار
تصب معظم أنهار إيطاليا إما في البحر الأدرياتيكي (مثل بو، بيافي، أديجي، برينتا، تاليامنتو، رينو ) أو في التيراني (مثل أرنو وتيبر وفولتورنو )، على الرغم من أن المياه من بعض البلديات الحدودية تصب في البحر الأسود من خلال حوض درافا ( سان كانديدو وسستو (مقاطعة بولسانو) في ترينتينو ألتو أديجي، تارفيزيو في فريولي فينيتسيا جوليا) أو النزل ( ليفينيو في لومبارديا )، وكلاهما من روافد نهر الدانوب، والمياه من سليك هير في لومباردي تصب في بحر الشمال عبر حوض نهر الراين.

### المطالبات البحرية
- البحر الإقليمي: 12 ميل بحري (22.2 كـم؛ 13.8 ميل)
- المنطقة الاقتصادية الخالصة : 541,915 كيلومتر مربع (209,235 ميل2)

## بحيرات

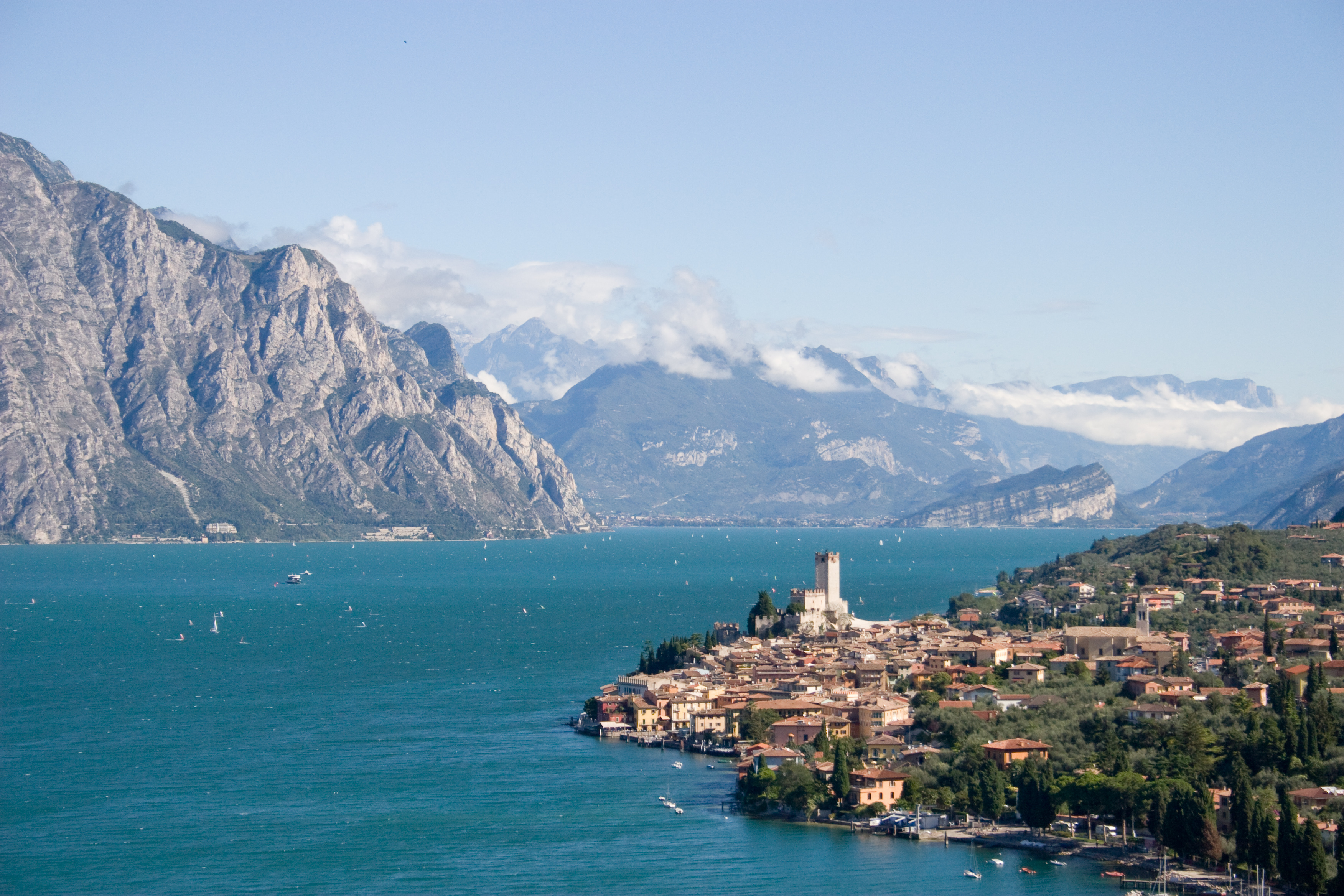
بحيرة جاردا هي أكبر البحيرات الإيطالية.

يوجد في شمال البلاد عدد من البحيرات الفرعية ذات السدود الترابية (البحيرات الإيطالية )، وأكبرها جاردا ( 370 كيلومتر مربع (143 ميل2) ). ومن المعروف جيدا من هذه البحيرات الفرعية بحيرة ماجوري ( 212.5 كيلومتر مربع (82 ميل2) )، التي يقع قسمها في أقصى الشمال جزء من سويسرا، كومو ( 146 كيلومتر مربع (56 ميل2) )، أورتا، لوغانو، إيزيو، إيدرو.
البحيرات الأخرى البارزة في شبه الجزيرة الإيطالية هي بحيرة تراسيمينو وبحيرة بولزينا و براتشيانو وفيكو وفارانو وليسينا في غارغانو وأومودو في سردينيا.

## جزر
تضم إيطاليا عدة جزر. أكبرها صقلية 25,708 كيلومتر مربع (9,926 ميل2) وسردينيا 24,090 كيلومتر مربع (9,300 ميل2). ثالث أكبر جزيرة هي إلبا، أكبر جزيرة في أرخبيل توسكان ( 224 كيلومتر مربع (86 ميل2) ).

### خط العرض وخط الطول
- أقصى نقطة في الشمال — تيستا جيميلا أوكسيدنتال، بريتاو (بريدوي)، جنوب تيرول في47°5′N 12°11′E / 47.083°N 12.183°E
- أقصى نقطة في الجنوب — بونتا بيسكي سبادا، لامبيدوزا، صقلية في35°29′N 12°36′E / 35.483°N 12.600°E (أراضي)؛ كابو سبارتيفينتو، باليزي، كالابريا في37°55′N 15°59′E / 37.917°N 15.983°E (البر الرئيسي)
- أقصى نقطة في — روكا بيرناودا، باردونيكيا، بيدمونت في45°6′N 6°37′E / 45.100°N 6.617°E
- أقصى نقطة في الشرق — كابو دي أوترانتو، أوترانتو، بوليا في40°6′N 18°31′E / 40.100°N 18.517°E

### ارتفاع
- الأعلى: مونت بلانك، كورمايور (4807.5 م) في45°50′N 6°51′E / 45.833°N 6.850°E
- الأدنى: يولاندا دي سافويا (-3.44 م) في44°53′N 11°59′E / 44.883°N 11.983°E
- أعلى مستوطنة: تريبال، ليفينيو (2,209 م) في46°32′N 10°11′E / 46.533°N 10.183°E

## استخدام الأراضي
- اصطناعي (حضري، صناعي، إلخ): 4.9٪
- زراعي: 52.2٪
  - الأراضي الصالحة للزراعة: 27.9٪
  - دائمة: 7.1٪
  - أخرى: 17.2٪
- خشب: 41.4٪
- الأراضي الرطبة: 0.4٪
- المياه (البحيرات وما إلى ذلك): 1.1٪

### أرض مروية
- 39510 كم 2 (2007)

### إجمالي موارد المياه المتجددة
- 191.3 كم 3 (2011)

### سحب المياه العذبة (منزلي / صناعي / زراعي)
- المجموع : 45.41 كلم 3 / سنة (24٪ / 43٪ / 34٪)
- نصيب الفرد: 789.8 م 3 / سنة (2008)

## صالة عرض

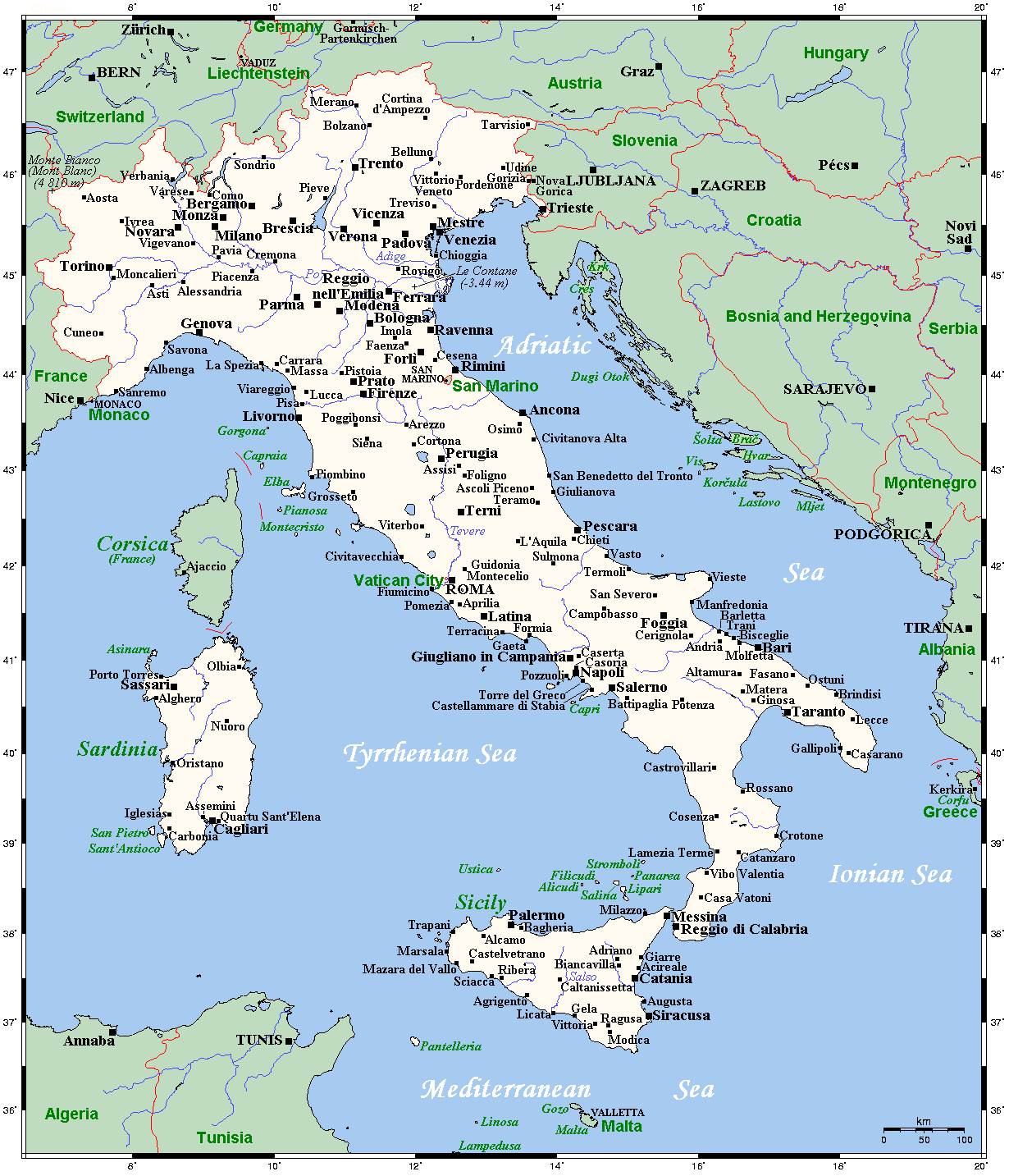
المدن والبلدات الإيطالية الرئيسية.
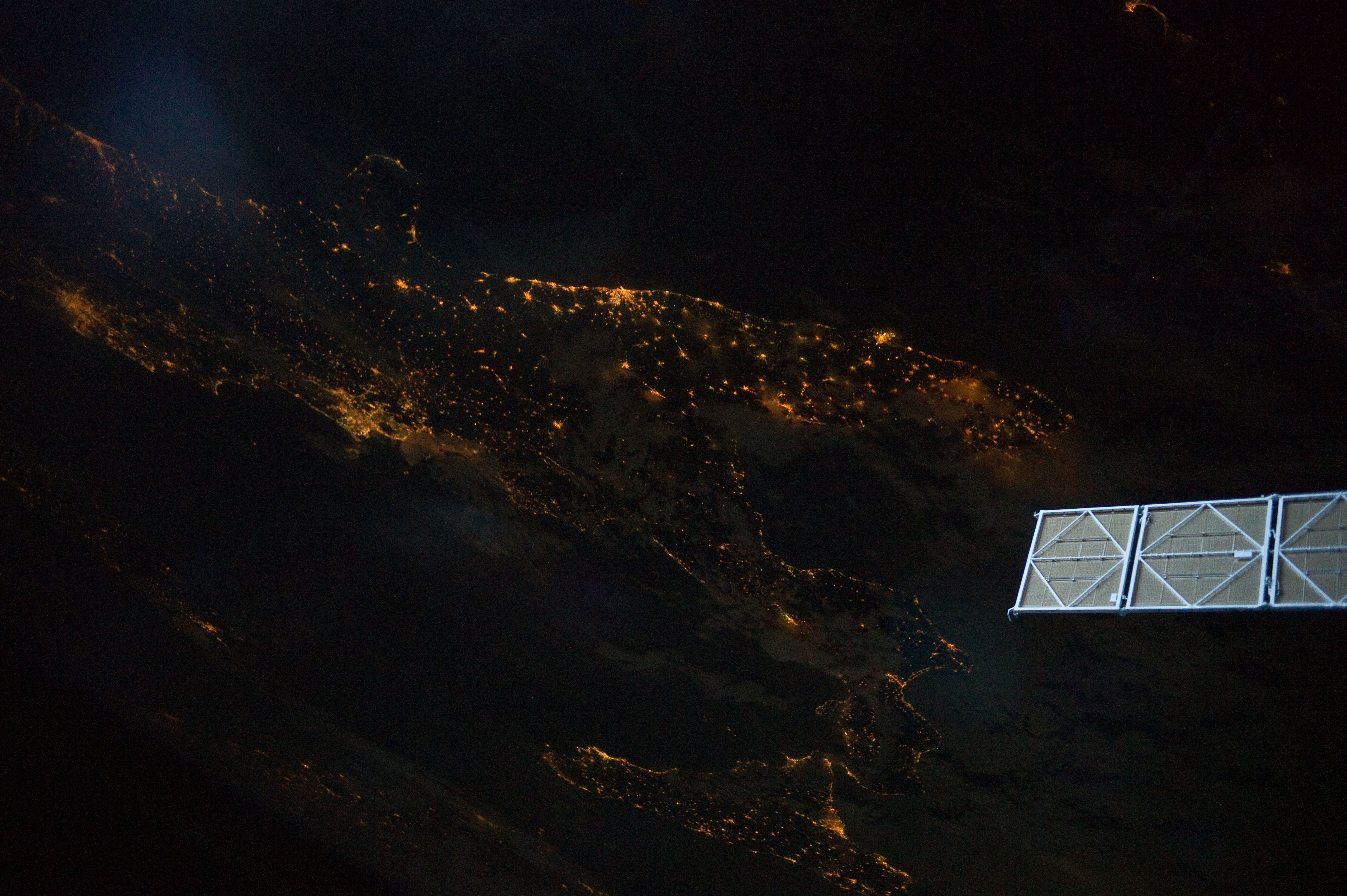
صورة رائد فضاء تسلط الضوء على المظهر الليلي لجنوب إيطاليا.
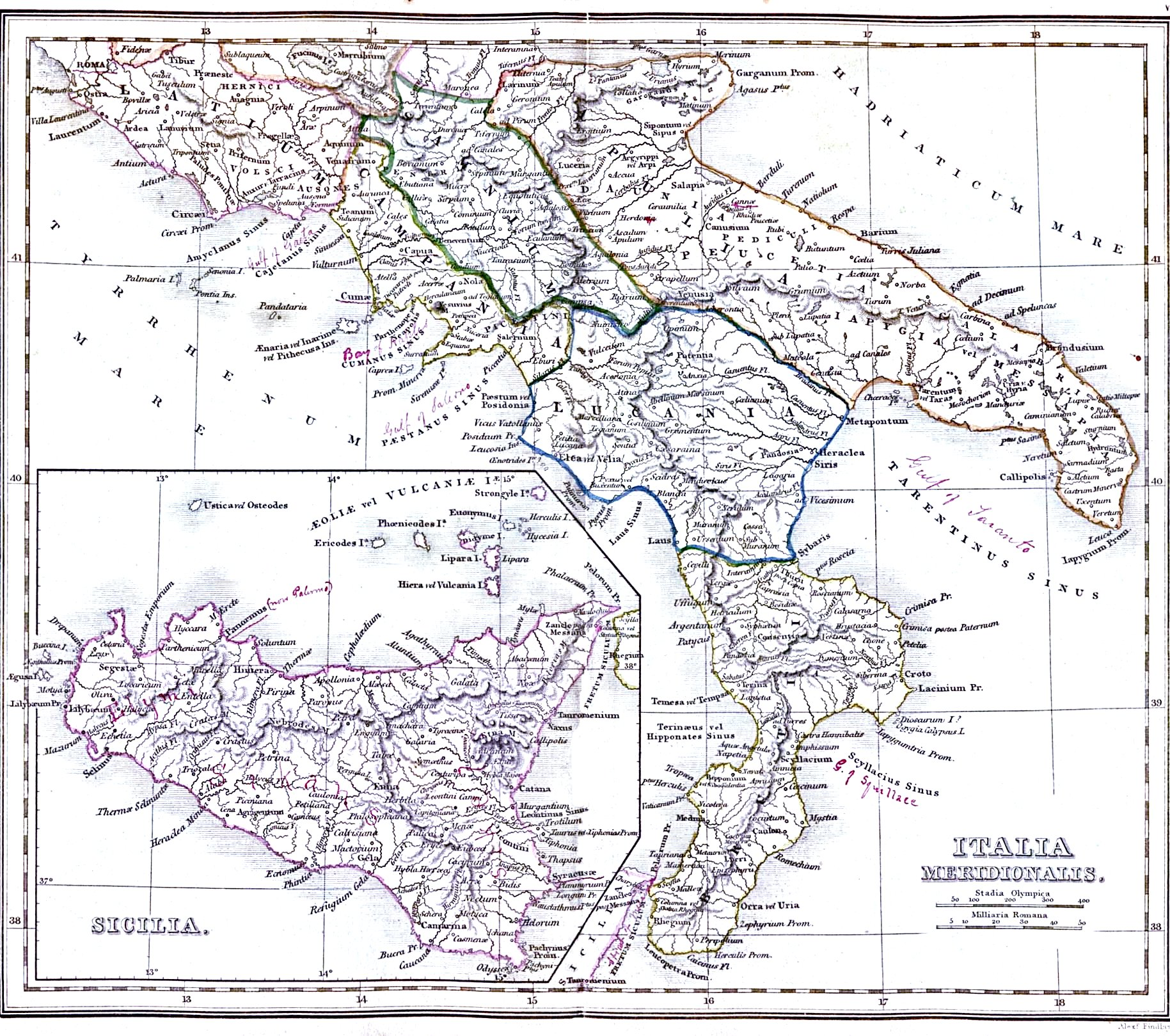
جنوب إيطاليا وصقلية على خريطة عام 1849.
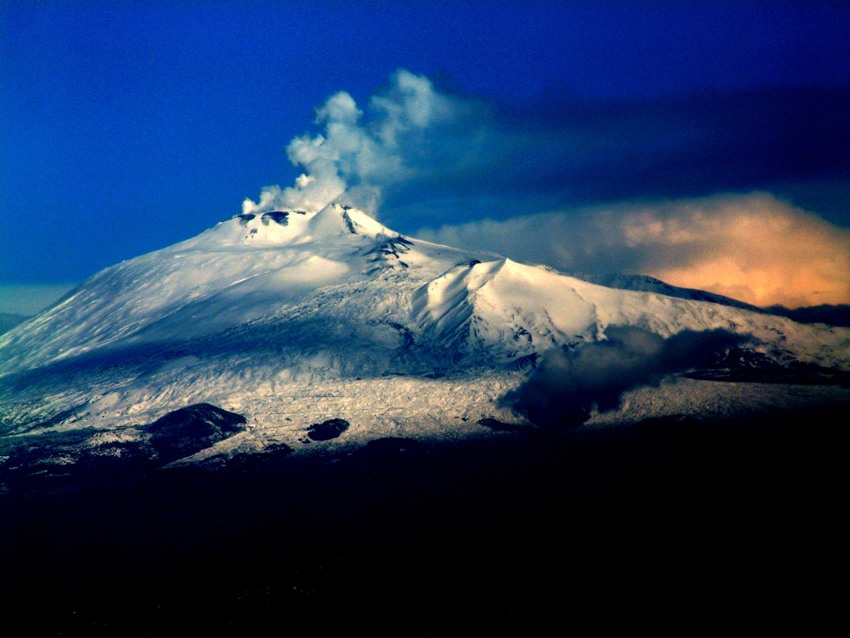
إتنا، أعلى بركان نشط في أوروبا.
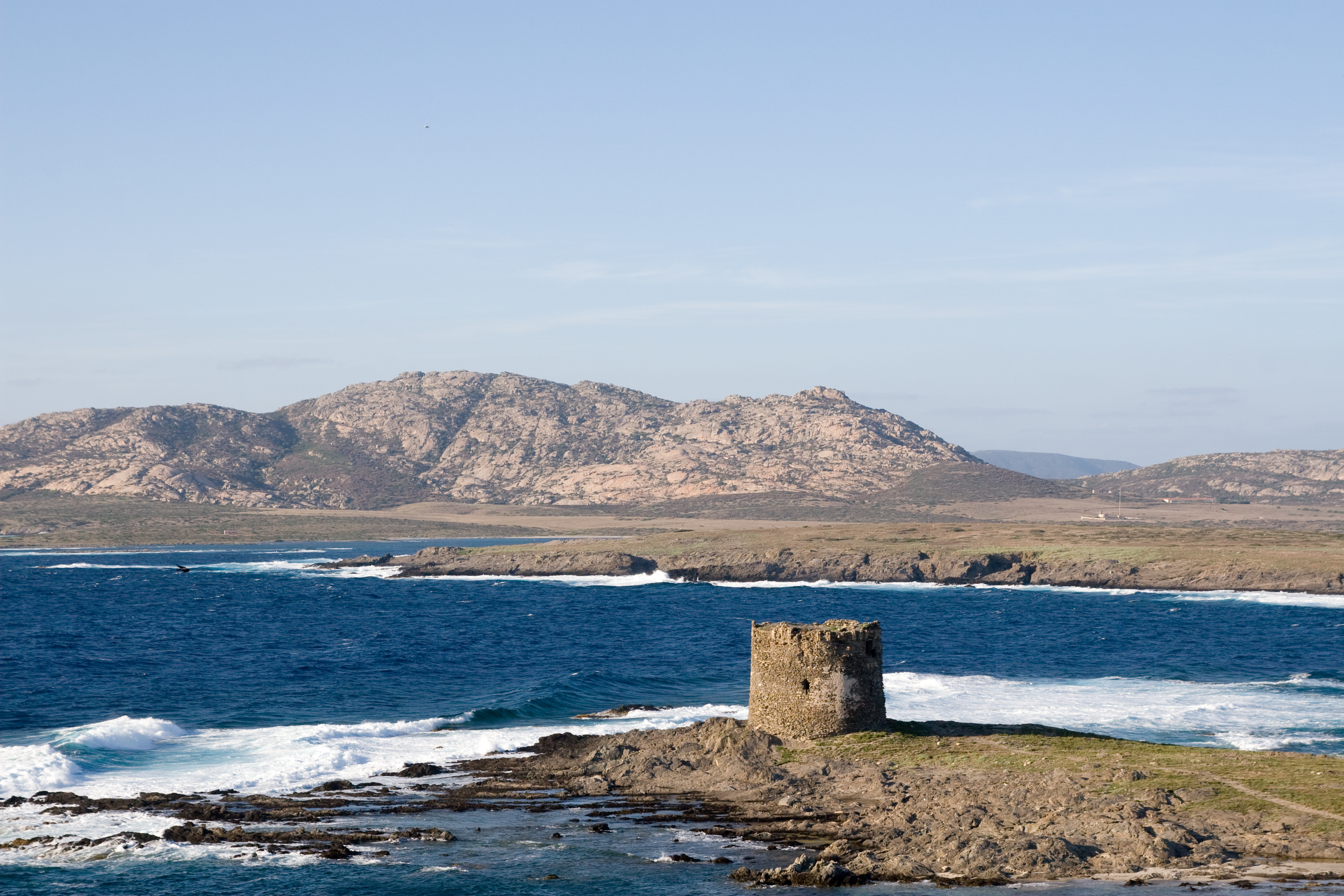
جزيرة أسينارا مع أراغونيز توري ديلا بيلوسا (القرن السادس عشر)، سردينيا.
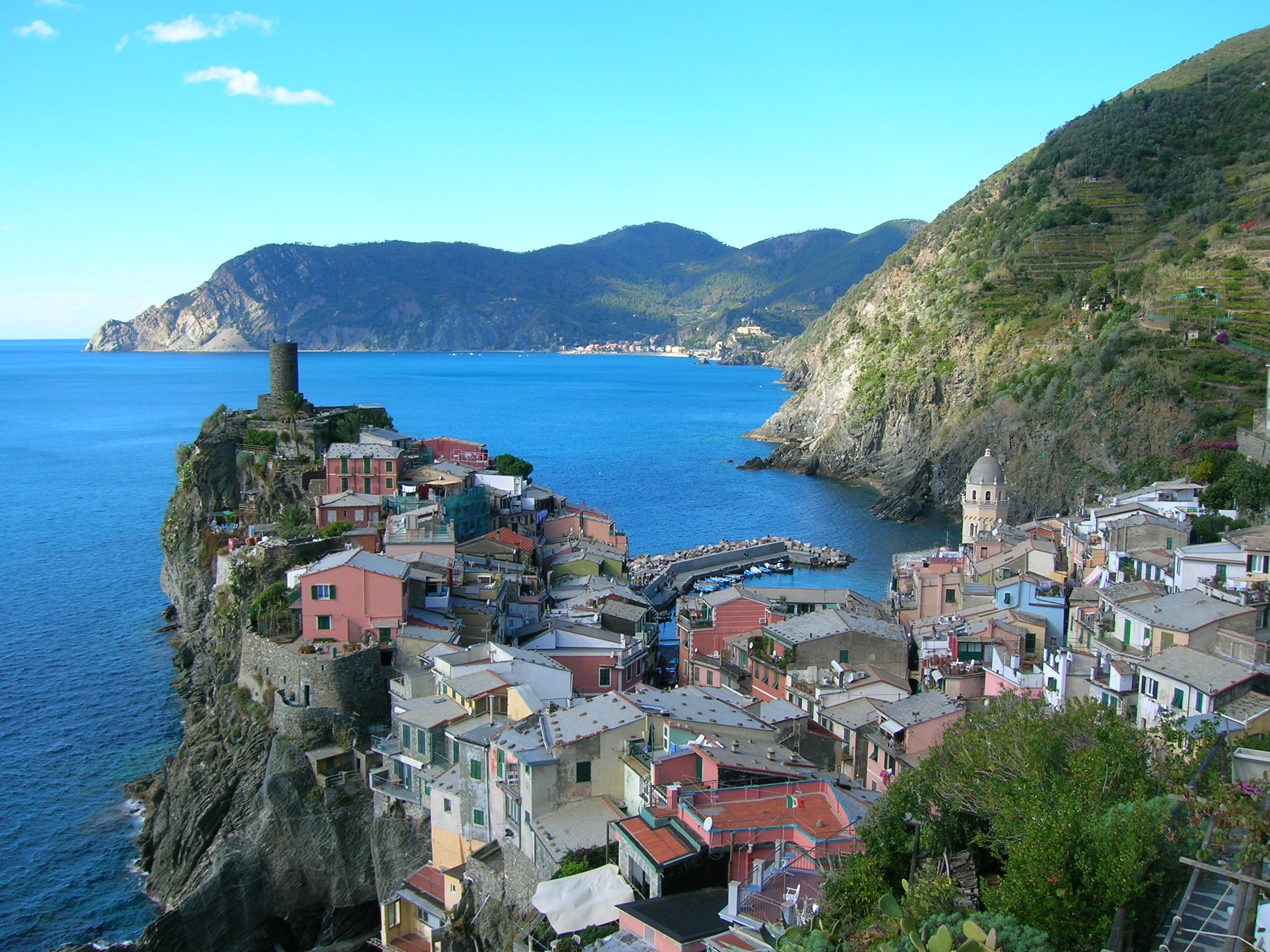
تتمتع المناطق الساحلية من ليغوريا بمناخ البحر الأبيض المتوسط.
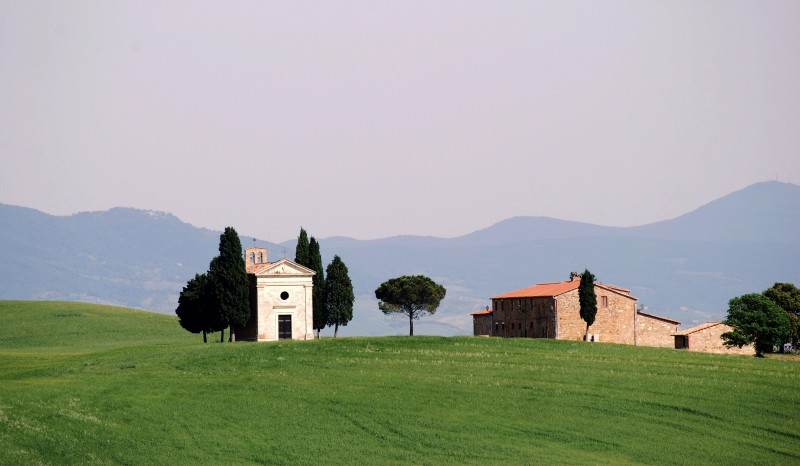
المناظر الطبيعية في توسكانا.
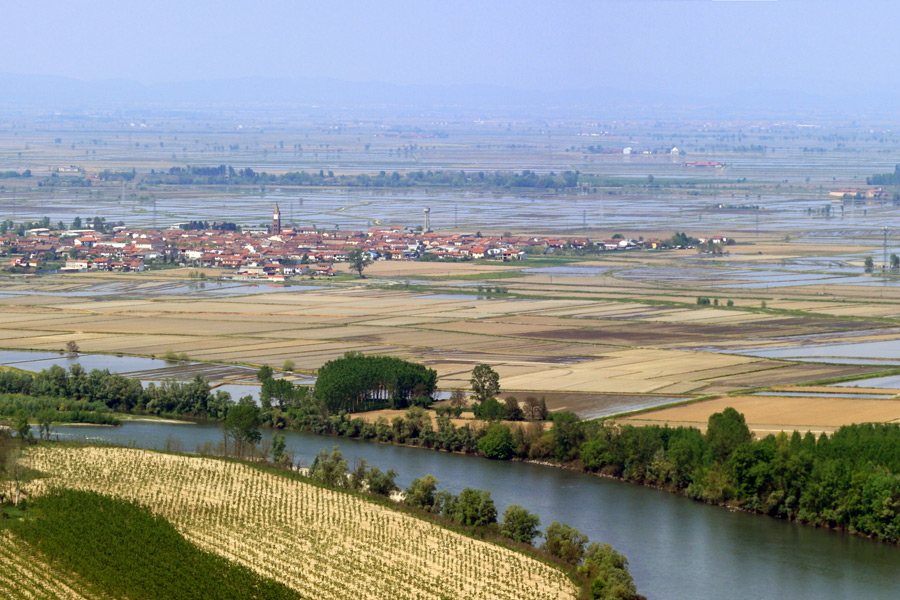
حقول الأرز في وادي بو بالقرب من فرشيلي.
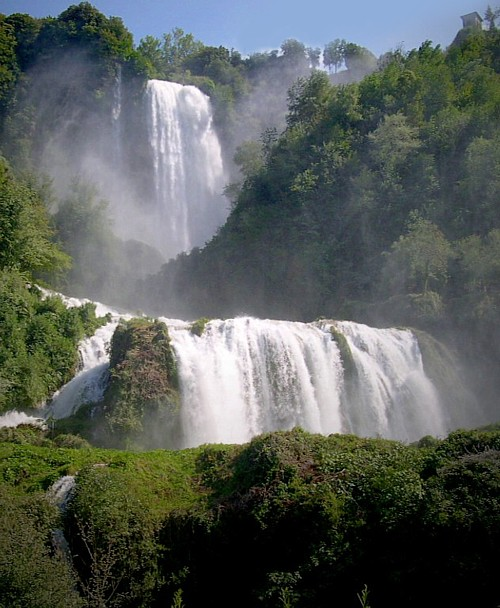
شلال مارمور، أطول شلال من صنع الإنسان في العالم، أنشأه الرومان القدماء.
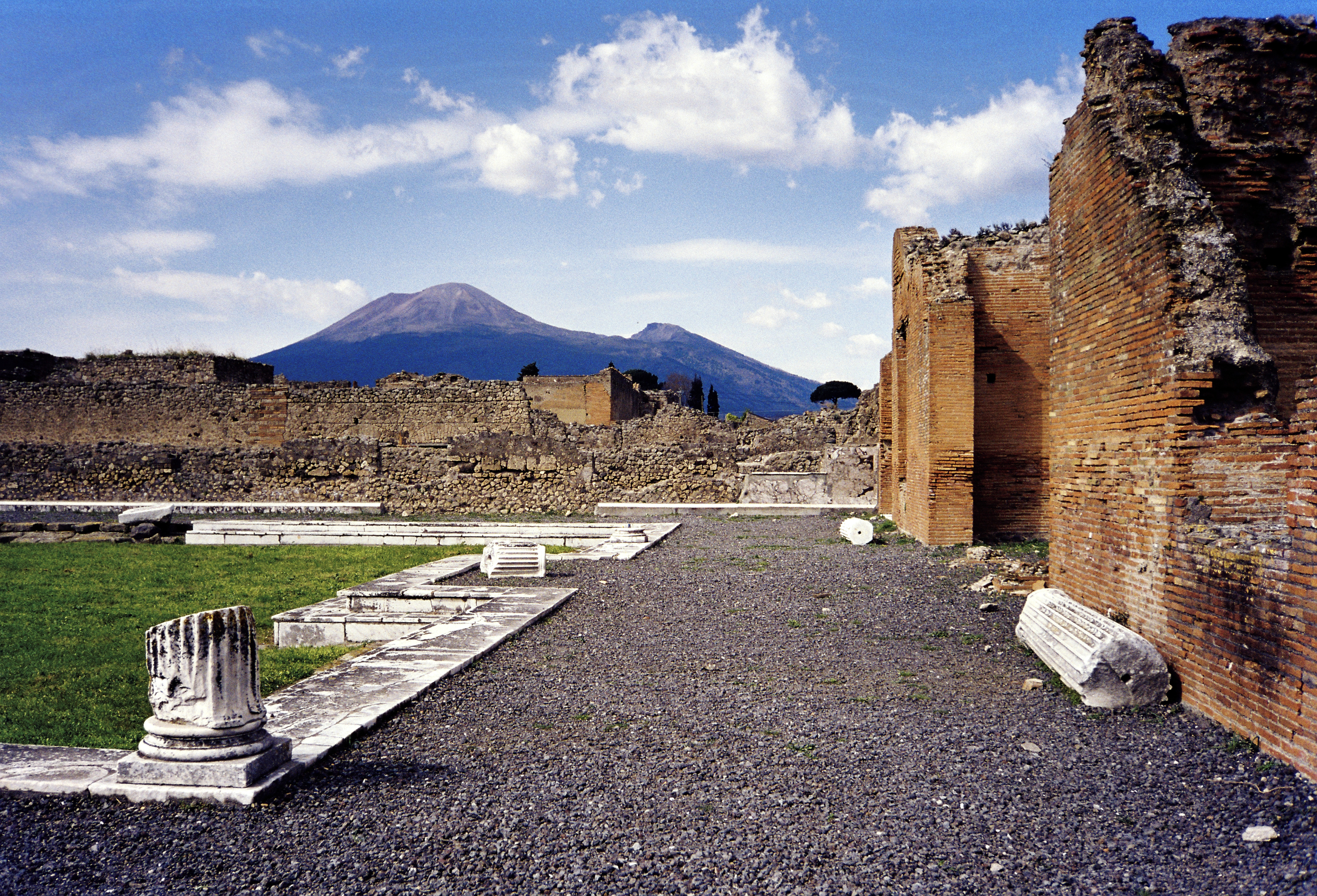
يلوح جبل فيزوف فوق أنقاض مدينة بومبي.
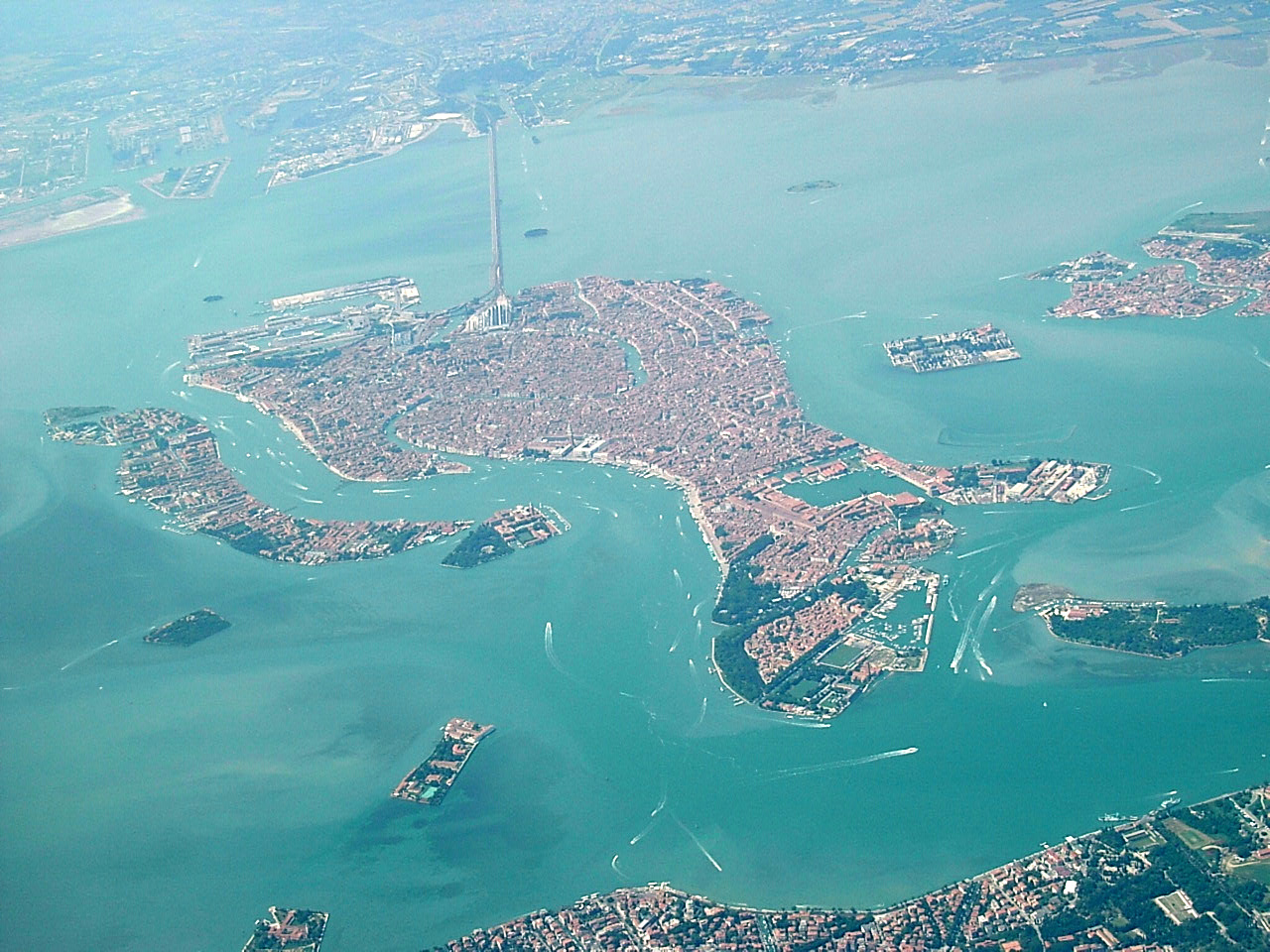
بانوراما البندقية وبحيرتها.
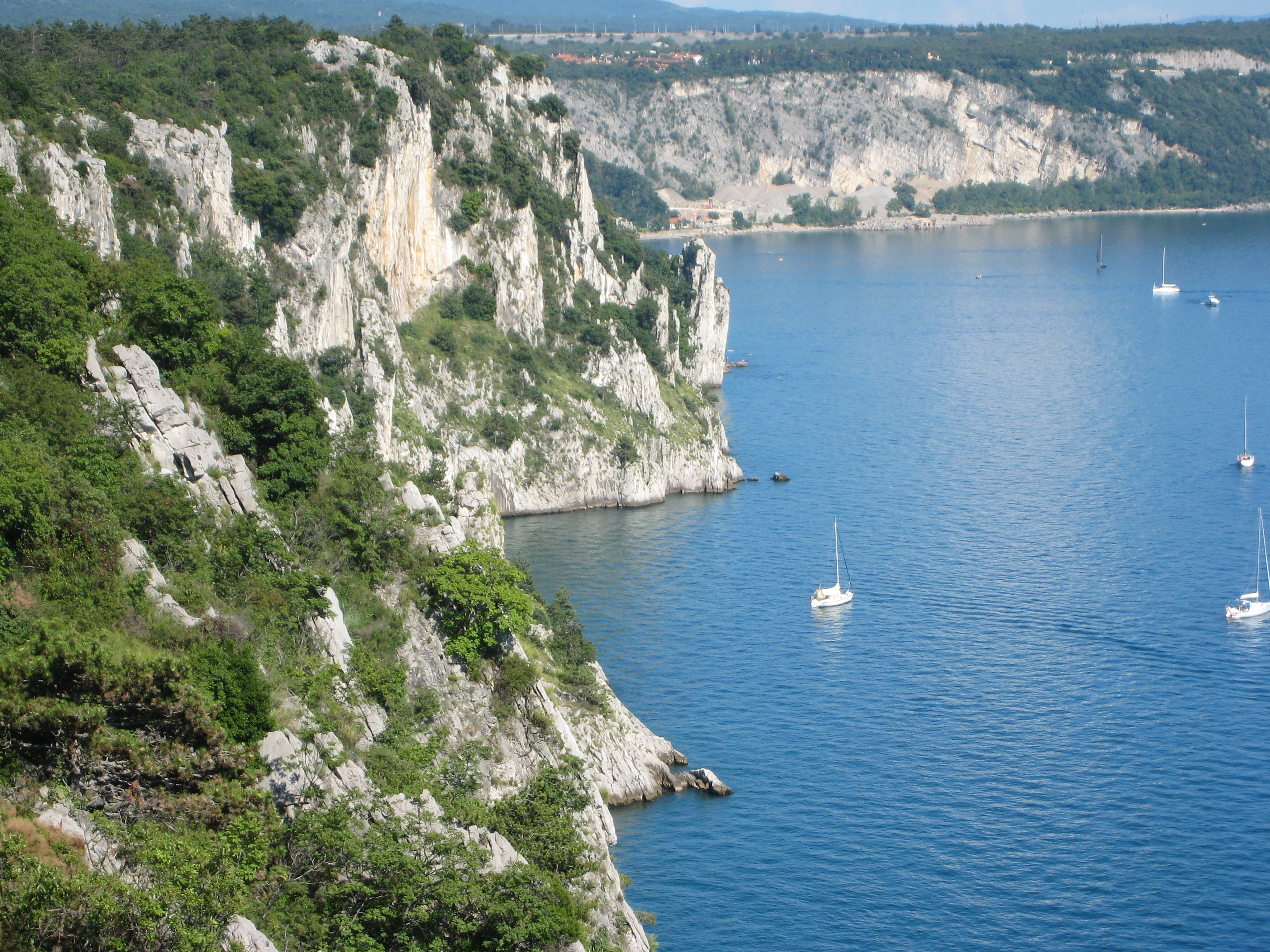
تسقط هضبة كارست عموديًا في البحر الأدرياتيكي بالقرب من ترييستي.
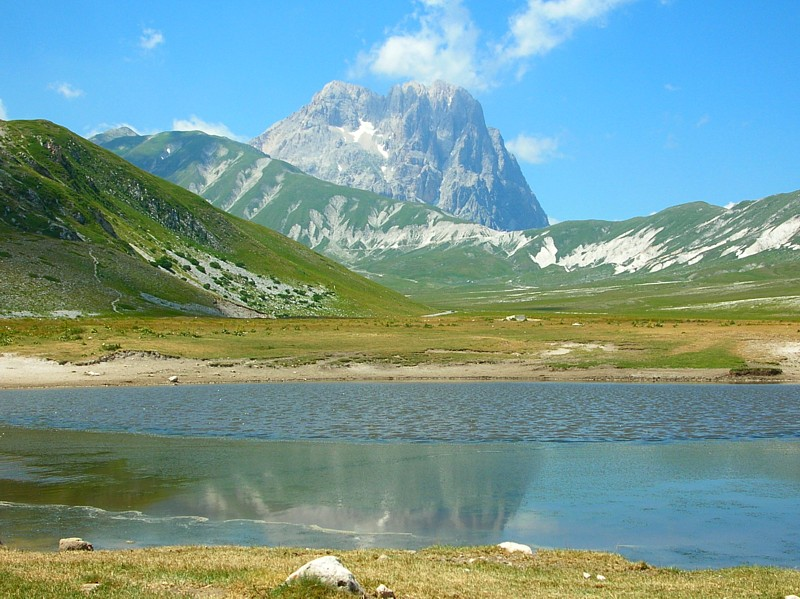
غران ساسو ديتاليا، أعلى قمة في جبال الأبينيني.
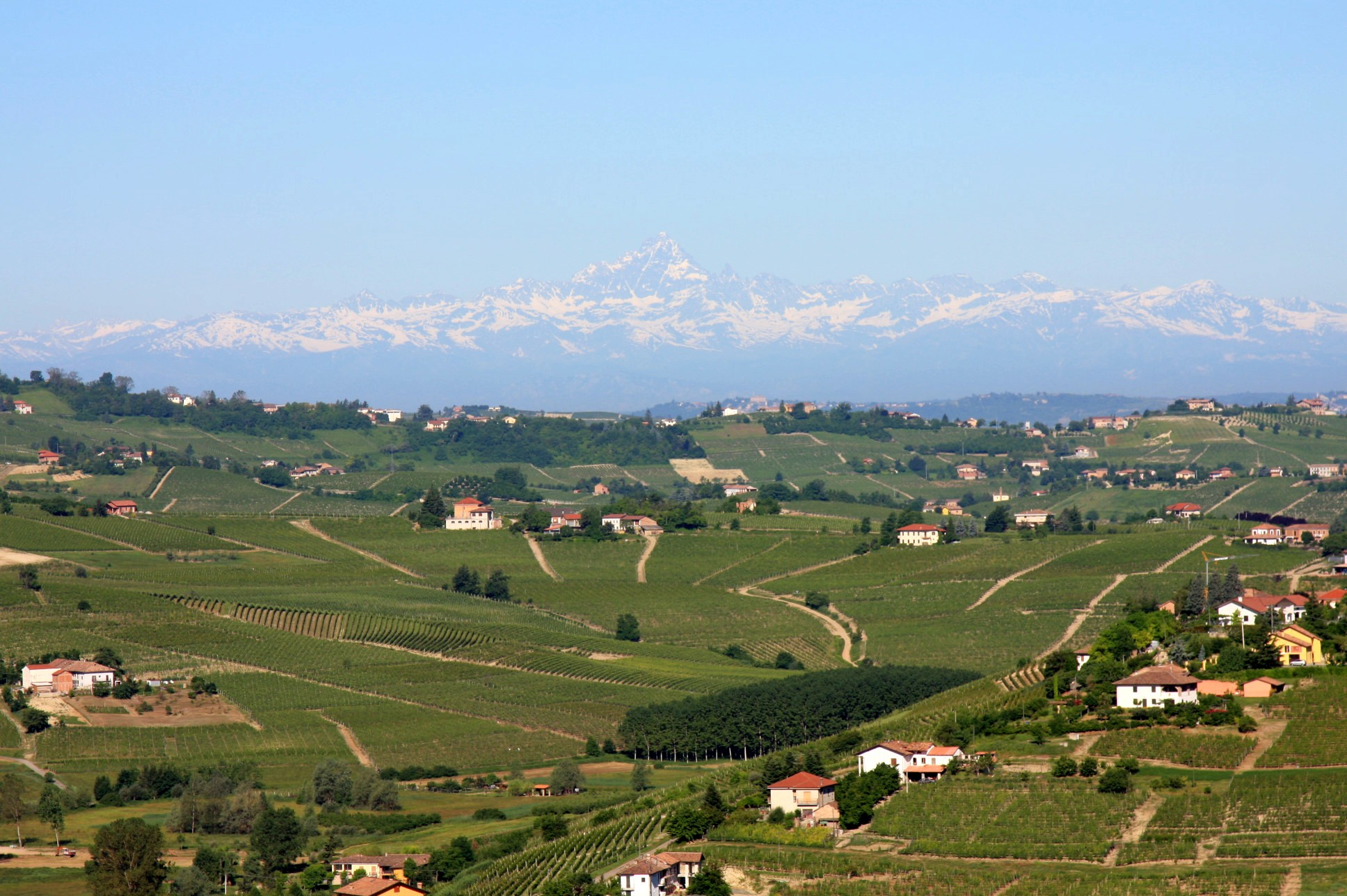
كروم العنب في تلال مونتفيرات، مع مونفيسو في الخلفية.
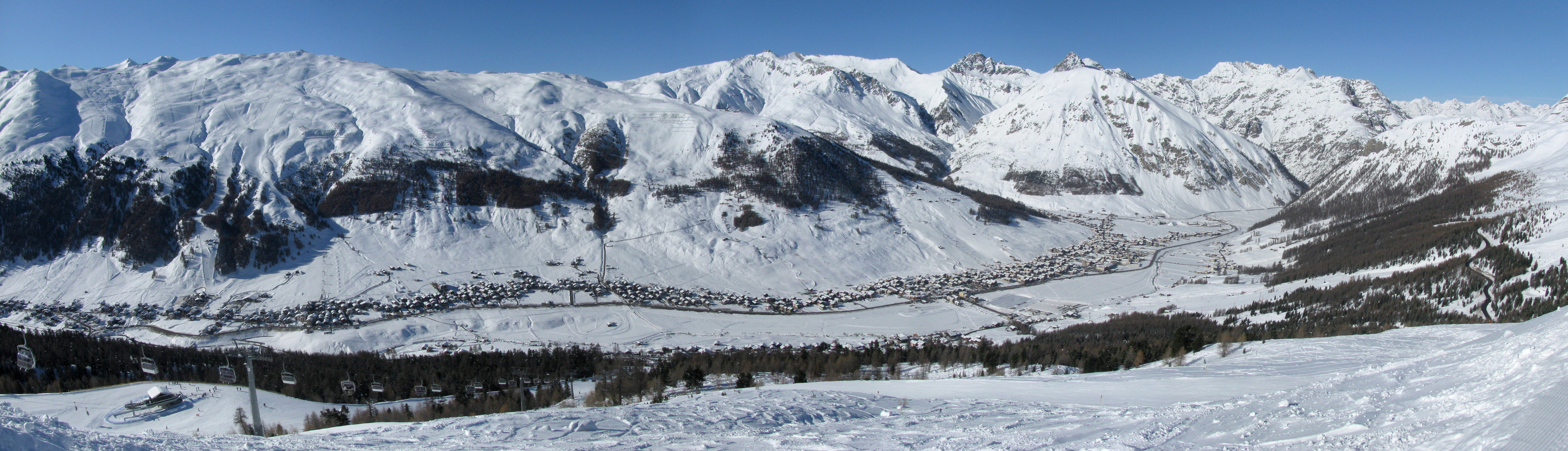
ليفيجنو، أطول "كومونة" في إيطاليا، خلال فصل الشتاء.
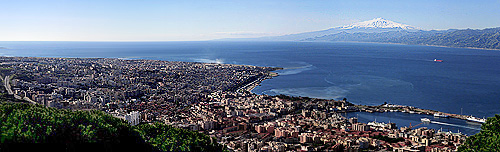
مضيق ميسينا كما يُرى من البر الرئيسي.
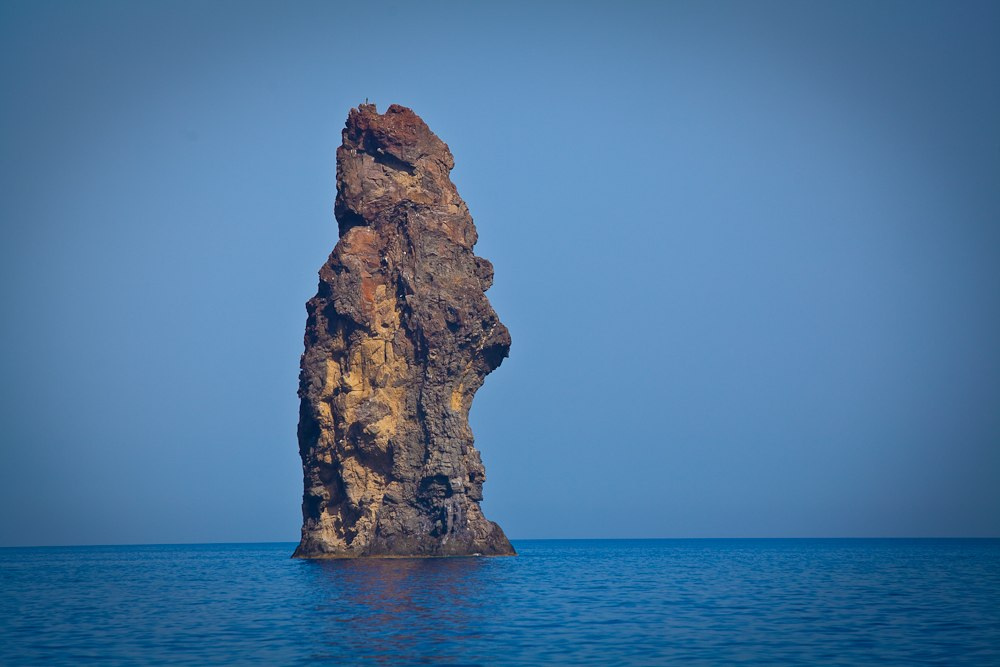
صخرة "لا كانا" قبالة ساحل فيليكودي.
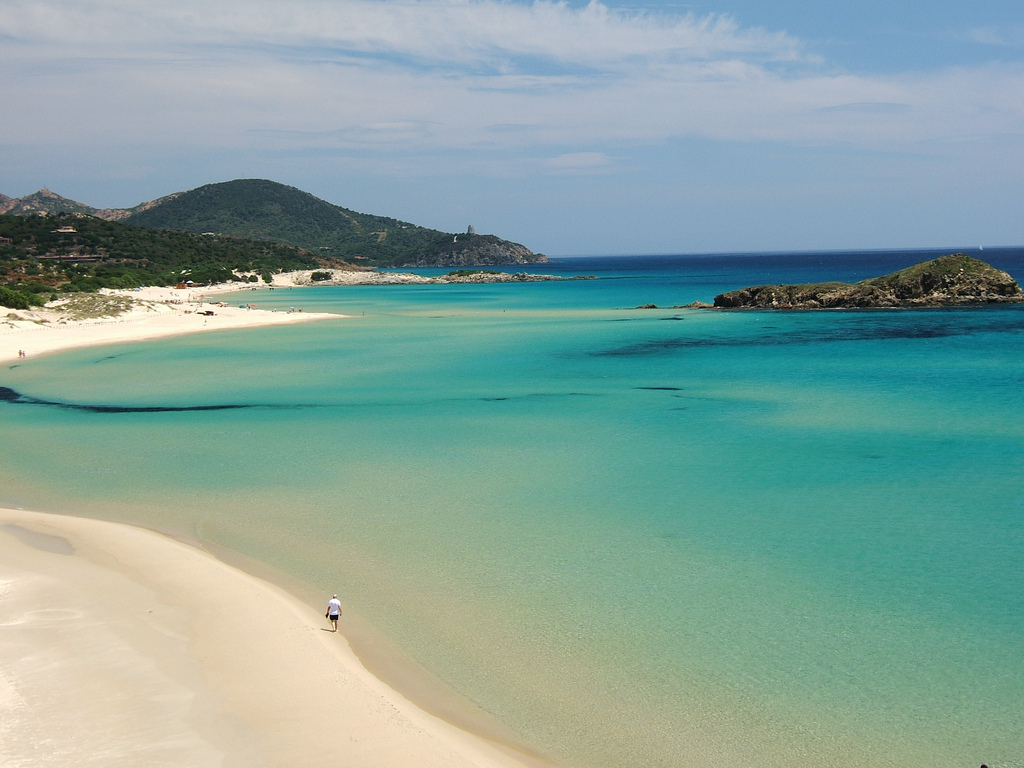
الساحل الجنوبي لجزيرة سردينيا.
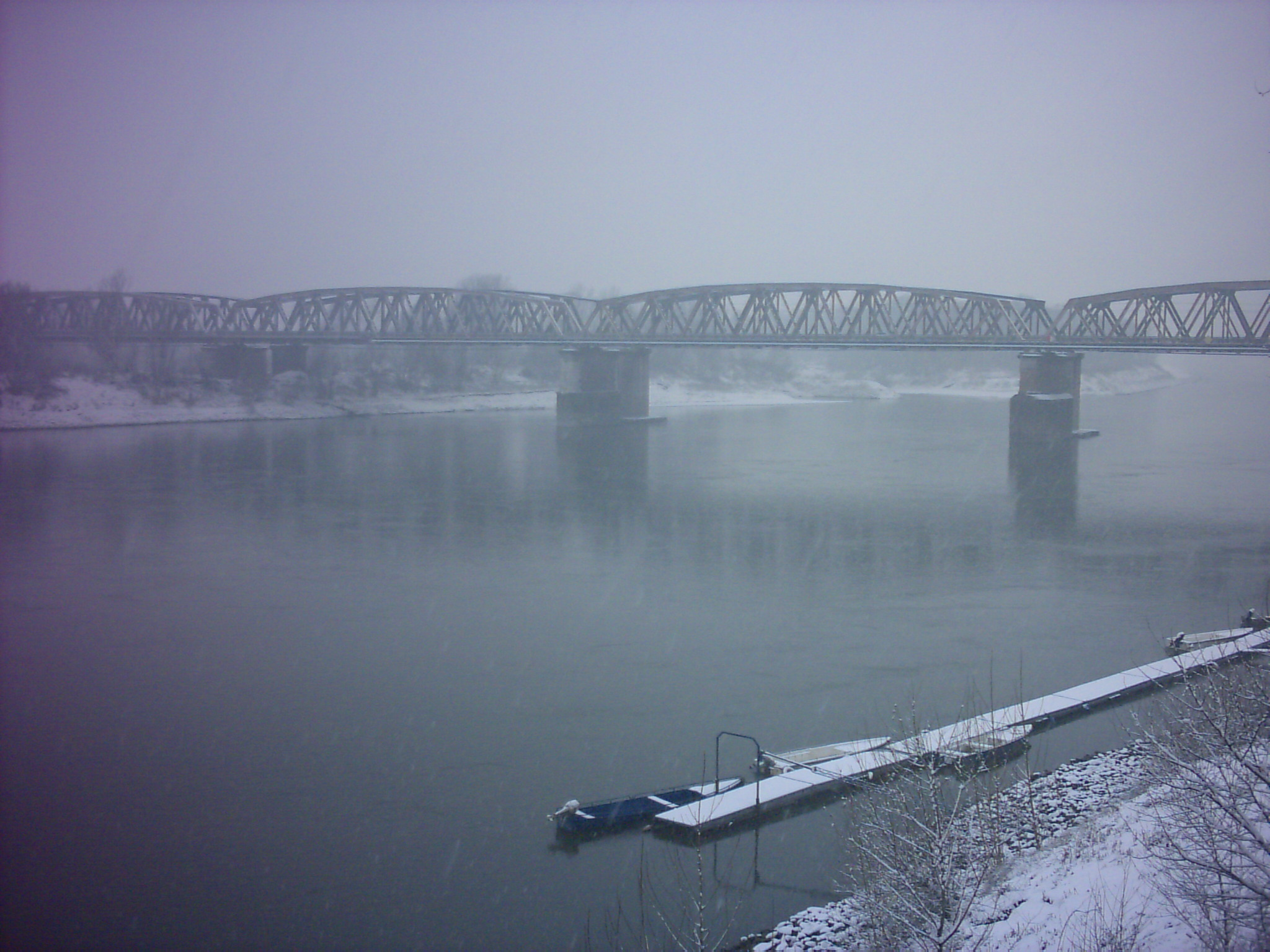
نهر بو في كريمونا، في يوم شتاء ضبابي.